# Szuronyoslégyfélék
A szuronyoslégyfélék  (Lonchaeidae) a fejlett szárnyas rovarok (Endopterygota) közé sorolt kétszárnyúak (Diptera) rendjében a homlokréses legyek (Schizophora) alrendágának egy diverz elterjedésű családja.

## Rendszertani felosztásuk
A 2020-as évek közepéig leírt 610 fajukat  különböző rendszerezők 10–18 nembe sorolják.
- Acucula
- Arctobiella?
- Carpolonchaea
- Chaetolonchaea
- Dasiops
- Earomyia
- Fulgenta
- Hydrolysa
- Lamprolonchaea
- Lonchaea
- Neosilba
- Opuntiophaga?
- Physiphora
- Psilolonchaea?
- Protearomyia
- Setisquamalonchaea
- Silba
  - a fekete fügelégy (Silba adipata) Magyarországra 2024-ben betelepült invazív faj, amely főleg a fügét károsítja.[1]
- Silvestrodasiops
- Spermatolonchaea?